# Bassus linguarius
Bassus linguarius är en stekelart som först beskrevs av Christian Gottfried Daniel Nees von Esenbeck 1812.  Bassus linguarius ingår i släktet Bassus och familjen bracksteklar. Utöver nominatformen finns också underarten B. l. minor.